# Júja Takaki
Júja Takaki (高木 雄也 Takaki Júja,angl. Takaki Yūya, narozen 26. března 1990) je japonský zpěvák, herec a člen J-pop skupiny Hey! Say! JUMP. Momentálně patří do agentury Johnny & Associates. Narodil se v Ibaraki (茨木), v prefektuře Ósaka a momentálně sídlí v metropolitní oblasti Tokio.

## Kariéra
Dne 12. června 2004 vstoupil do Johnny & Associates jako nováček. Stal se členem skupiny J. J. Express.
Dne 3. dubna 2007 začínal jako člen v Hey! Say! 7 (dočasná skupina) s ostatními členy J. J. Express, Daiki Arioka (有岡 大貴), Rjósuke Jamada (山田 涼介), Júto Nakadžima (中島 裕翔) a Júri Činen (知念 侑李), začínající veřejným vystoupením na KAT-TUN jarním koncertním turné.
Dne 21. září 2007 se stal členem Hey! Say! JUMP.
V roce 2008 měl hlavní roli v třetí sérii známé live-action drama, Gokusen, pro který nahrál píseň Ore-tači no Seišun, které vyšlo na Hey! Say! JUMP druhém singlu, Dreams Come True.

## Diskografie

### Sólo písně
- Ore-tači no Seišun (Dreams Come True)
- Kumo no Ito (蜘蛛の糸, Pavoučí vlákno)
- Mičiširube (道標, Milník)
- Time (text je napsán Jújou, aranžován Daiki Ariokou)[3]

### Koncerty
- Johnnys Theater “SUMMARY”of Johnnys World (8.-29. srpna 2004)[4]
- Johnnys Theater“SダUイMジMェAスRトY 2005” (26. července - 4. září 2005)[5]
- Johnny's Jr. no DaiBouken!@Meridian (15.-25. srpna 2006)[6]
- you-tachi no Ongaku Dai Undokai (30. září - 1. října 2006)[6]
- 2007nen Kingashinnen Akemashite Omedetou Johnny's Jr. Daishugou (1.–7. ledna 2007)[7]
- Kansai Johnny's Jr.Osakajou Hall　FIRST CONCERT｣Guest Shutsuen (6. května 2007)[7]

Hey! Say! JUMP koncerty najdete na Hey! Say! JUMP.

## Filmografie

### Filmy
- Gokusen: The Movie (2009) jako Ogata Jamato (緒方大和)

### Drama
- Šabake (2007) jako Eikiči (栄吉)
- Gokusen 3 SP (2008) jako Ogata Jamato (緒方大和)[8]
- Gokusen 3 (2008) jako Ogata Jamato[9]
- Širicu Bakaleja Kókó (私立バカレア高校, 2012) jako Tacunami Šóhei (立浪 祥平)[10]

### Varietní představení
- Ya-Ya-yah
- Hjakušiki[7]
- Šónen Club (společně je moderátorem s ostatními Hey! Say! JUMP členy)
- Jan Jan JUMP[11]

### Divadelní hry
- DREAM BOY (8. ledna - 23. května 2004)[4]
- KAT-TUN vs. Kanjani∞ Musical Dream Boys (3.-29. ledna 2006)[6]
- Takizawa Enbujou (7. března - 25. dubna 2006)[6]
- One!-The history of Tackey- (15.-28. září 2006)[6]
- Takizawa Enbujou 2007 (3.-29. července 2007)[7]